# げんなり寿司
げんなり寿司（げんなりずし）は、静岡県東伊豆町稲取地区（旧・稲取町）の郷土料理。キンメダイを用いた押し寿司である。
一個がとても大きいのが特徴。

## 概要
稲取では、明治時代からキンメダイ漁が始まっており、キンメダイで作った紅と白のそぼろ（稲取では「おぼろ」と呼ぶ）を乗せた押し寿司はハレの日の料理として結婚式や七五三、成人式、上棟式、進水式などの祝事の際に各家庭で作られ、親戚や近所に配られてきた。
キンメダイの紅白そぼろの押し寿司の他にも、マグロの赤身の押し寿司（赤色）、シイタケの煮付けの押し寿司（黒色）、玉子焼きの押し寿司（黄色）を加えた5色セットにすることもある。
家庭で作られるほか、飲食店でも提供されている。

## 大きさ
2014年ころに市販されているげんなり寿司は、紅白の2貫を米1合で作られているが、これはミニサイズであり、昔は1.5倍くらいの大きさであった。
旧来の5色セットのげんなり寿司の米の量は合計で5合ほどになる。

## 名称の由来
その大きさに、一個を食べるだけで「げんなり」してしまうことから、名づけられた。
食べる前から、その大きさを見て「げんなり」してしまうからという説もある。